# (100680) 1997 XW10
(100680) 1997 XW10 es un asteroide perteneciente al cinturón de asteroides descubierto el 15 de diciembre de 1997 por el equipo del Beijing Schmidt CCD Asteroid Program desde la Estación Xinglong, Hebei, China.

## Designación y nombre
Designado provisionalmente como 1997 XW10.

## Características orbitales
1997 XW10 está situado a una distancia media del Sol de 2,596 ua, pudiendo alejarse hasta 3,060 ua y acercarse hasta 2,133 ua. Su excentricidad es 0,178 y la inclinación orbital 2,723 grados. Emplea 1528,34 días en completar una órbita alrededor del Sol.

## Características físicas
La magnitud absoluta de 1997 XW10 es 15,3. 